# Apocalyptica

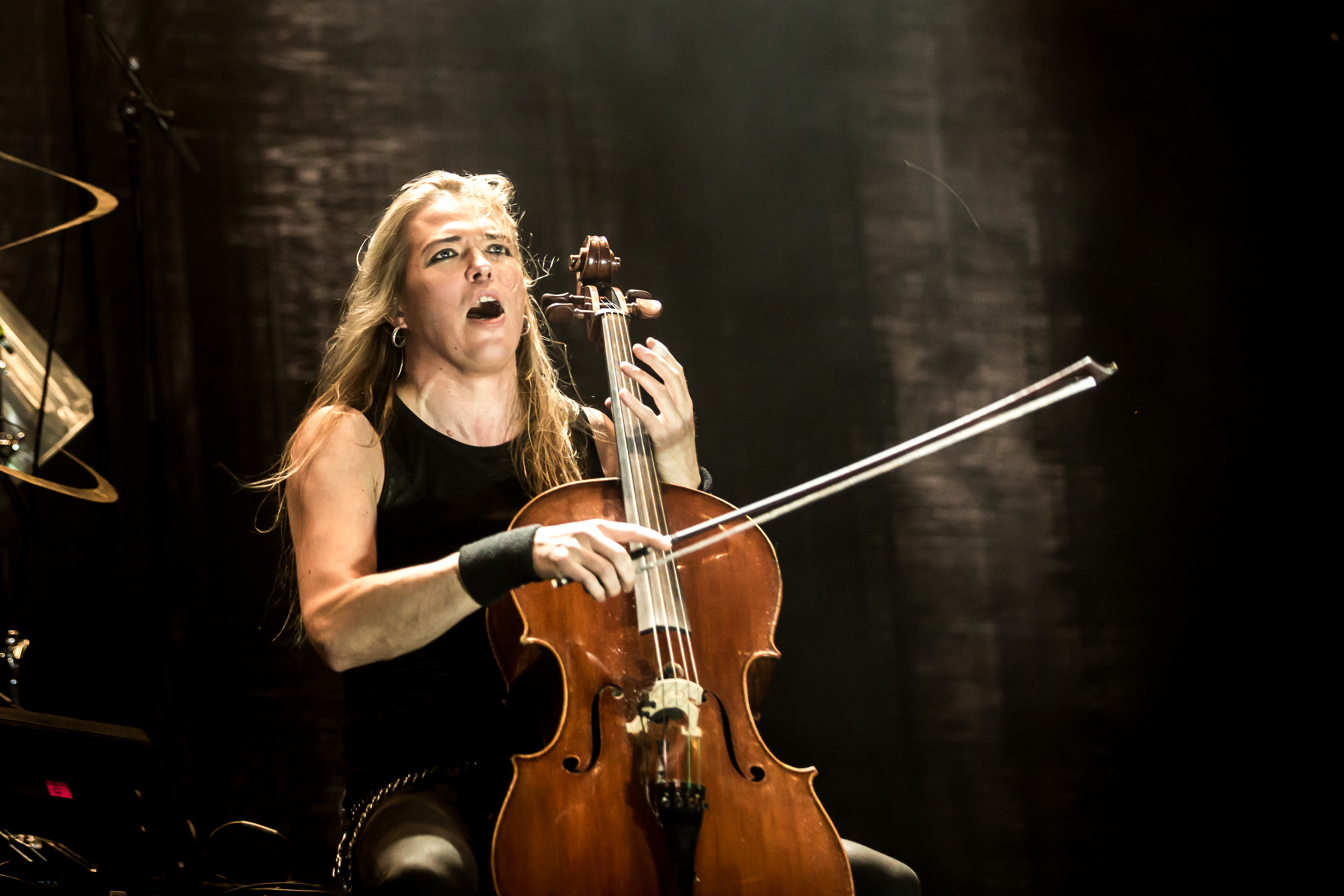
Eicca Toppinen 2018, With Full Force

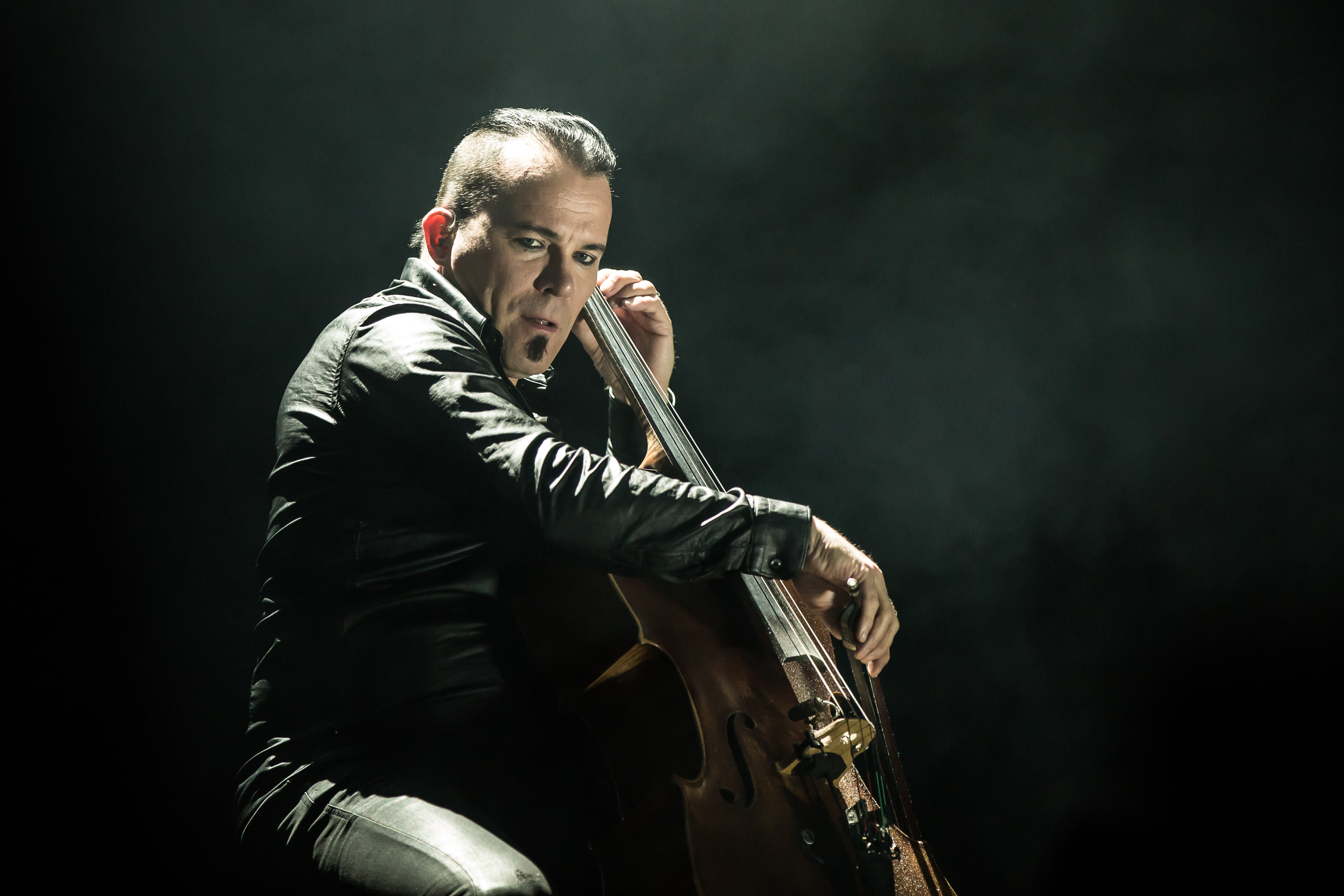
Paavo Lötjönen 2018, With Full Force

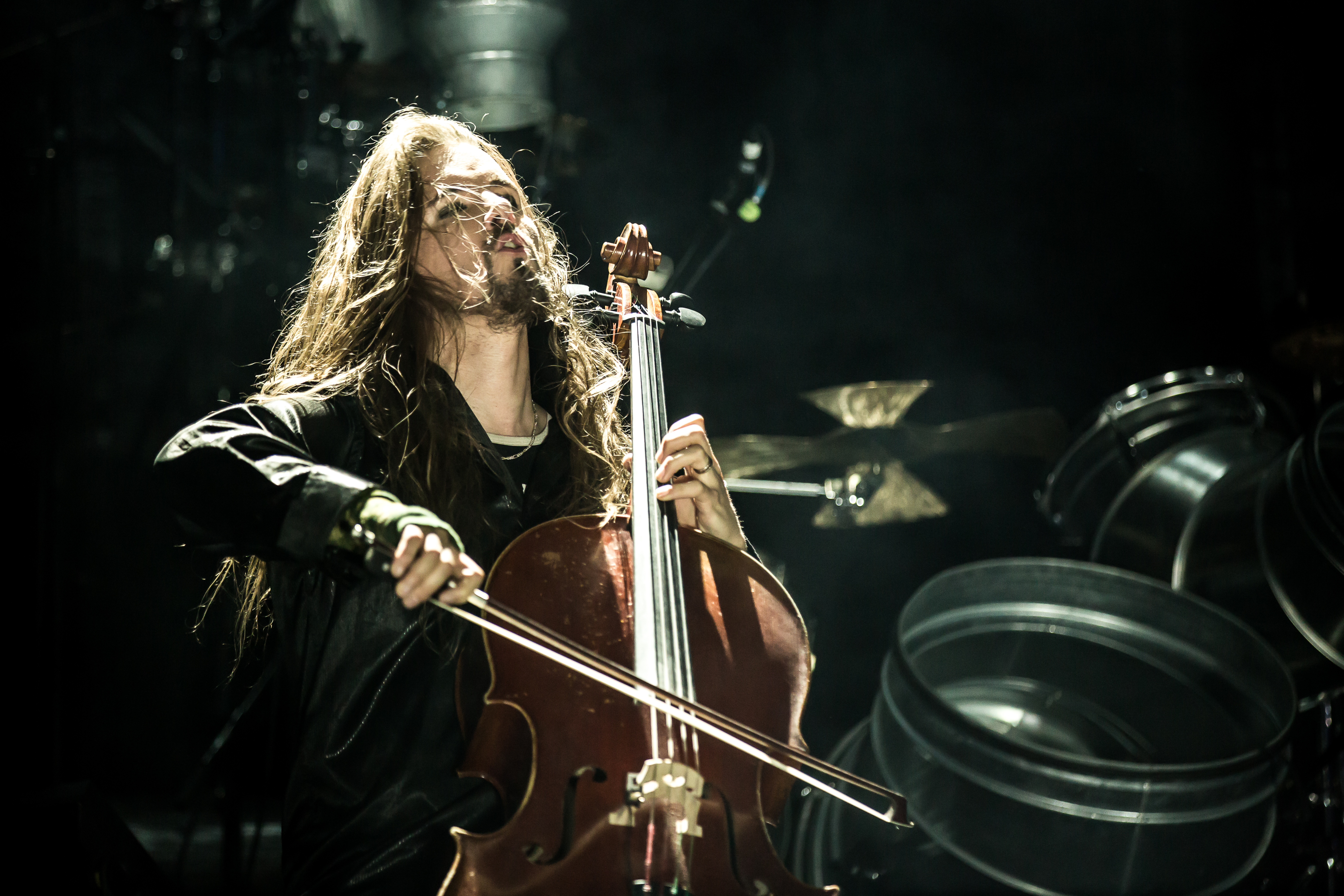
Perttu Kivilaakso 2018, With Full Force

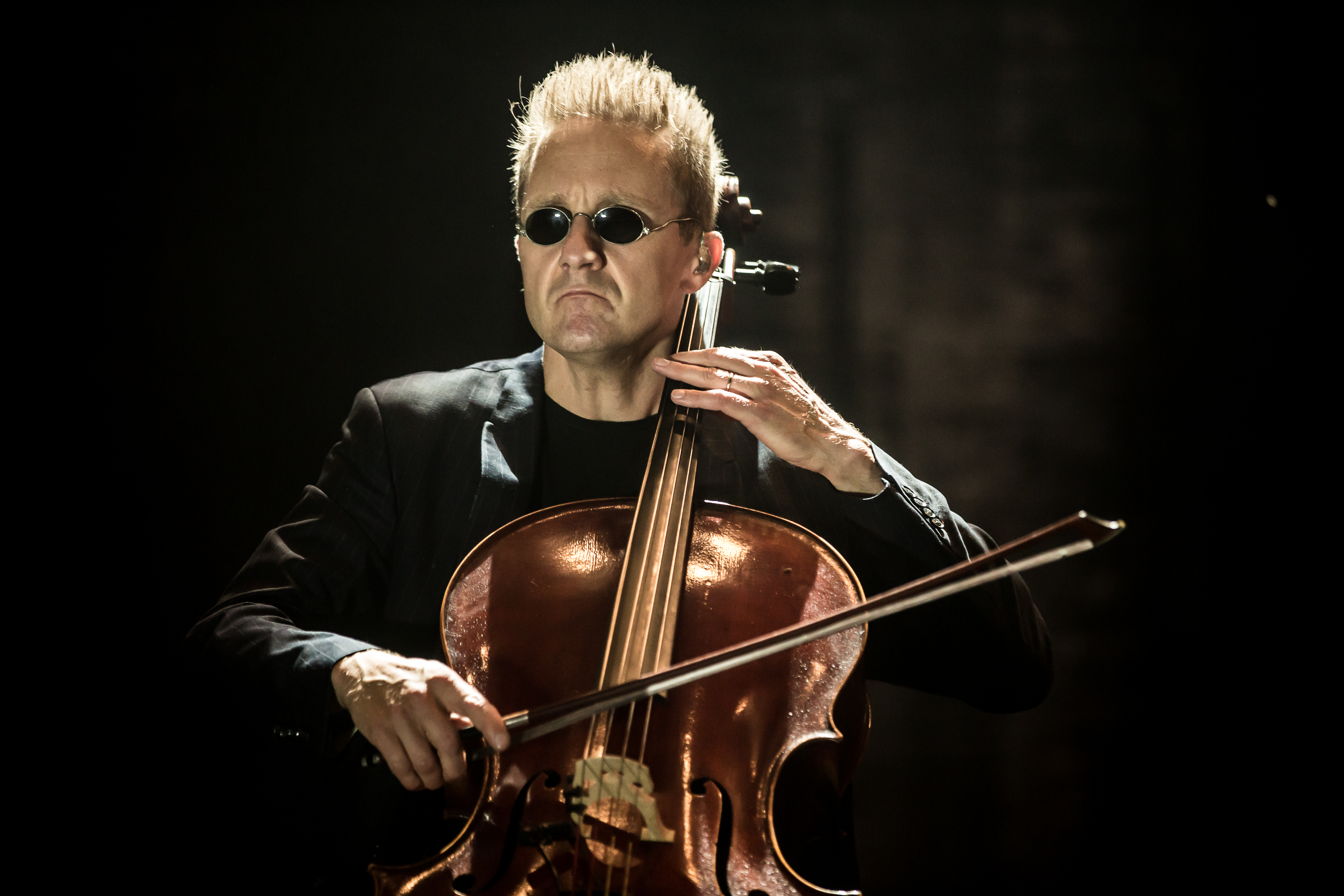
Antero Manninen 2018, With Full Force

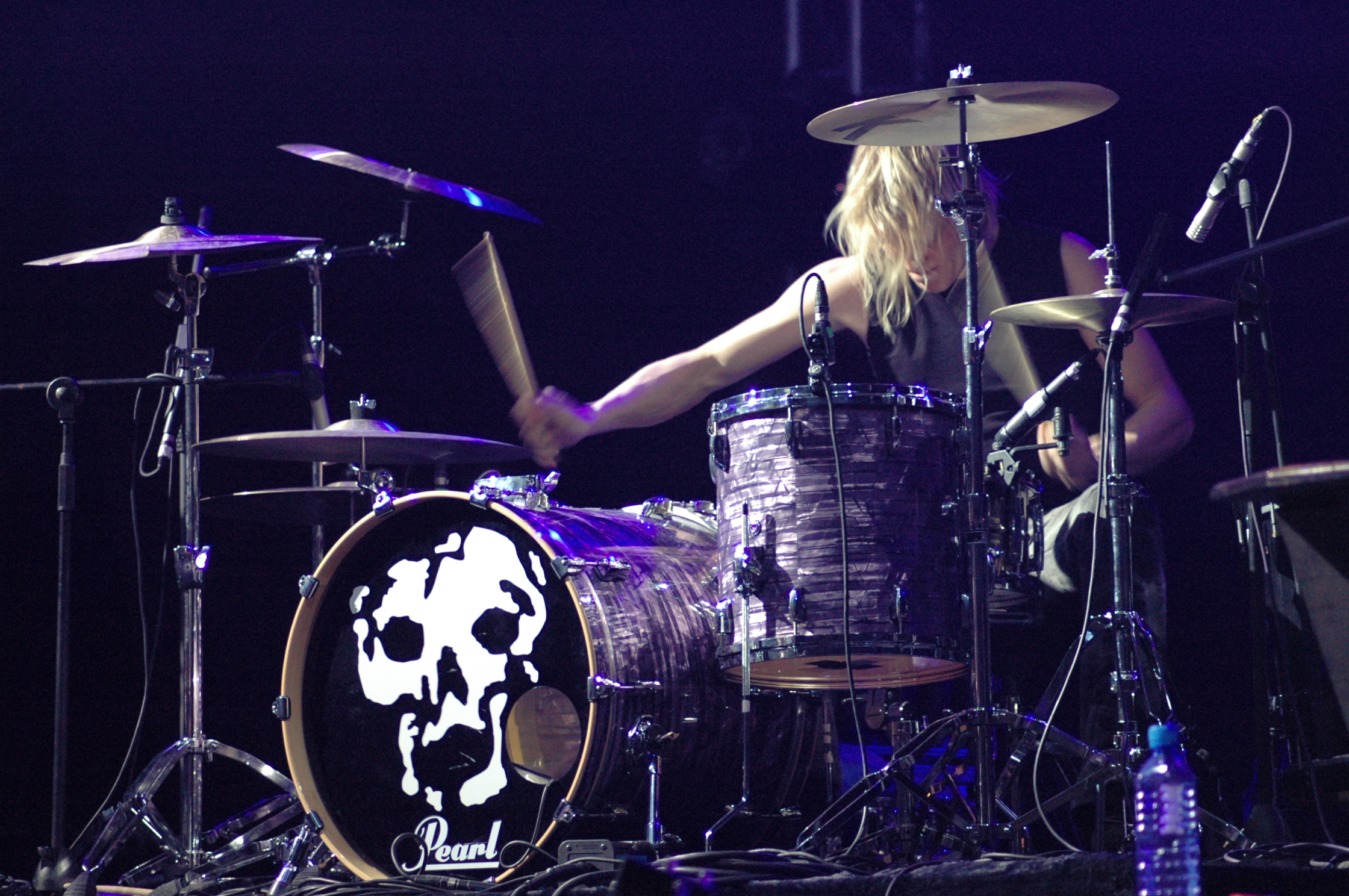
Mikko Sirén 2005, Metalmania Festival

Apocalyptica ist eine finnische Musikgruppe, die neben eigenen Stücken auch bekannte Metal-Stücke als Coversongs auf dem Violoncello spielt. Die Band bezeichnet ihr Genre selbst als Cello Rock. Die drei Cellos werden lediglich  von einem Schlagzeug  als weiterem Instrument  begleitet. 

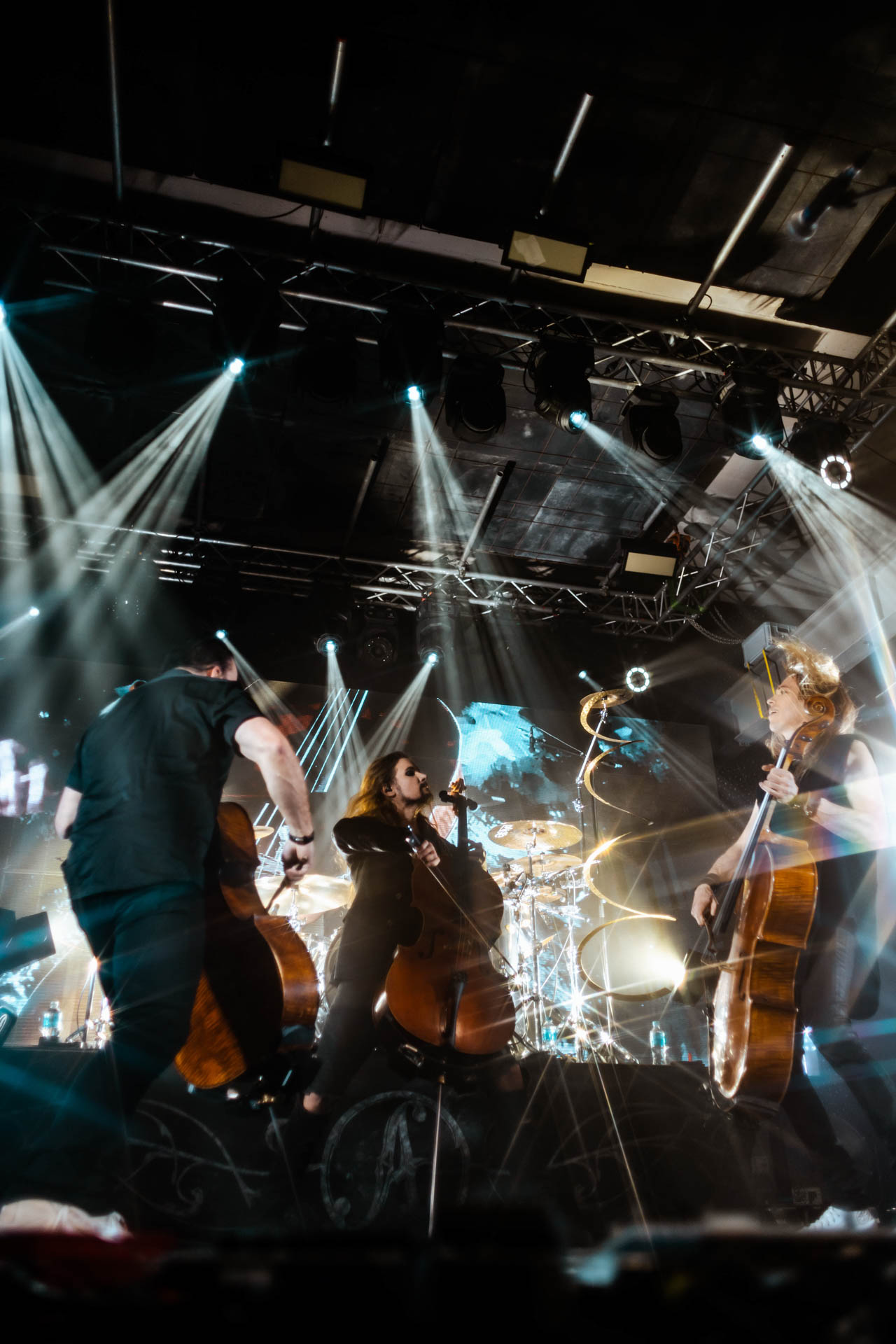
Apocalyptica 2023 in Polen

## Bandgeschichte
Die Gründungsmitglieder Eicca Toppinen, Paavo Lötjönen, Max Lilja und Antero Manninen lernten sich auf der Sibelius-Akademie in Helsinki kennen und beschlossen, Titel ihrer Lieblingsband Metallica auf dem klassischen Musikinstrument Violoncello zu spielen. Als Prüfung an der Akademie wählten sie daraus vier Stücke aus. Auf dieser Basis entstand 1996 das Album Apocalyptica plays Metallica by four Cellos, das die vier auf einen Schlag in der Szene sehr bekannt werden ließ. Der Name „Apocalyptica“ setzt sich aus dem griechischen Wort Apokalypse und dem Ende des Namens von Metallica zusammen.
Auf ihren nachfolgenden Alben coverten sie außerdem noch Titel von Slayer, Sepultura, Faith No More und Rammstein. Zudem komponierten sie auch zunehmend eigene Stücke. 1998 war Apocalyptica Vorband für Metallica in Helsinki.
1999 gab es die erste Umbesetzung, als Antero Manninen die Band zugunsten der Sinfonia Lahti verließ. Perttu Kivilaakso trat der Gruppe daraufhin bei. Er hatte bereits 1996 mit der Band einige Auftritte absolviert, wurde damals aber nicht zum festen Mitglied. Da er 1996 erst 17 war, hielt Eicca Toppinen ihn noch für zu jung. Außerdem wollte Kivilaakso erst noch sein Studium an der Sibelius-Akademie zu Ende bringen. 2001 nahmen sie zusammen mit der Sängerin der Guano Apes, Sandra Nasić, die Single Path Vol. 2 auf, mit der sie in den finnischen Charts Platz 8 und in den deutschen Platz 41 erreichten. Es folgten weitere Zusammenarbeiten unter anderem mit Matthias Sayer (Farmer Boys) und Nina Hagen, mit der sie eine Coverversion des Rammstein-Songs Seemann produzierten. Des Weiteren coverte Apocalyptica auch von der DDR-Band Silly den Song Bataillon D’Amour, der einige Jahre zuvor durch Joachim Witt in die deutschen Charts gelangt war.
Auf ihrem dritten Album Cult setzten Apocalyptica erstmals Perkussion-Elemente zur Unterstützung ihrer Stücke ein. Auf dem Album Reflections fügten sie ein Schlagzeug als Begleitung hinzu. Im Studio spielte dies unter anderem Dave Lombardo von Slayer. Bei Liveauftritten wird es meist von Mikko Sirén gespielt, der seit Dezember 2005 volles Mitglied der Gruppe ist.
2002 verließ Max Lilja die Band und schloss sich den finnischen Musikgruppen Hevein und Tekijä Tuntematon an. Bei Liveauftritten von Apocalyptica wird sein Part nun oftmals durch das Gründungsmitglied Antero Manninen übernommen.
2005 nahmen sie zusammen mit Marta Jandová, der Sängerin von Die Happy, am Bundesvision Song Contest teil. Dabei vertraten sie das Bundesland Baden-Württemberg mit dem Titel Wie Weit, der die deutsche Version des ursprünglich instrumentalen Stücks Quutamo ist. Sie belegten mit 77 Punkten den fünften Platz.
Marta Jandová sang ebenso die englische Version How Far.
Die französische Version En Vie wurde von Emmanuelle Monet, der Sängerin der französischen Band Dolly, gesungen.
Quutamo ist ebenfalls Teil des Albums Apocalyptica, das 2005 veröffentlicht wurde. Der kommerzielle Erfolg dieses Albums bewirkte für die drei Musiker den Durchbruch in Deutschland, nachdem sie mit der Single Bittersweet zusammen mit Ville Valo (HIM) und Lauri Ylönen (The Rasmus) bereits einen Top-10-Hit gehabt hatten. Zum ersten Mal kamen sie mit diesem Album in Deutschland, Österreich und der Schweiz in die Top-10 der Album-Charts.
Am 12. Mai 2007 übernahmen Apocalyptica den Auftritt in der Pause während der Auszählung der Stimmen beim Eurovision Song Contest in Helsinki. Ihre Setlist beinhaltete ein Stück ihres neuen Albums, Worlds Collide, sowie die Instrumentalversionen von Faraway und Life Burns!.
Ihr sechstes Studioalbum Worlds Collide veröffentlichten sie am 14. September 2007 in Deutschland. Am 31. August 2007 wurde zuvor die Single I’m not Jesus, die zusammen mit Corey Taylor entstand, samt Video veröffentlicht. Wenig später erschienen die Stücke Worlds Collide, Peace und SOS (mit Cristina Scabbia von Lacuna Coil als Sängerin) auf ihrer Myspace-Seite. Unter anderem arbeiteten sie auf ihrem neuen Album mit dem Rammstein-Sänger Till Lindemann, dessen Bandkollegen Richard Kruspe (Gesangs- und Gitarrenparts im Stück Helden – deutsche Coverversion von David Bowies Heroes), Tomoyasu Hotei (Grace), Dave Lombardo (Schlagzeugpart im Stück Last Hope) und Adam Gontier (I Don’t Care) zusammen.
Nach der Veröffentlichung musste sich das Label Gun Records der finnischen Band vor dem Berliner Landgericht wegen der Verletzung von Namens- und Markenrechten verantworten und im Zuge eines Vergleichs 45.000 Euro Schadenersatz an Rammstein zahlen; das Label hatte das „Worlds-Collide“-Album im großen Stil mit dem Zusatz „featuring Rammstein“ beworben, obwohl die Band offiziell nicht beteiligt war.
Zusätzlich gestaltete Eicca Toppinen 2007 den Soundtrack zum Film Black Ice.
Das siebente Studioalbum 7th Symphony veröffentlichte die Band in Deutschland, Österreich und in der Schweiz am 20. August 2010.
Im Dezember 2011 traten Apocalyptica in San Francisco mit Metallica auf, als diese ihr 30-jähriges Bestehen mit vier Konzerten im Musikclub „The Fillmore“ zelebrierten: Sie begleiteten am ersten Abend James Hetfield bei den Songs No Leaf Clover und One.
Am 5. Juli 2013 traten sie im Rahmen des MDR Musiksommers, anlässlich des Richard-Wagner-Festjahres 2013 mit dem MDR-Sinfonieorchester unter der Leitung von Gregor Seyffert und Kristjan Järvi in der Arena Leipzig auf. Dieser Auftritt erschien im November 2013 unter dem Titel Wagner reloaded - Live in Leipzig als CD und Vinyl im Handel. Weitere Auftritte folgten im Juni und Juli 2014.
Zusammen mit dem Avanti! Chamber Orchestra gingen sie im März 2014 auf Europa-Tournee und traten im Sommer beim Wacken Open Air auf.
Am 17. April 2015 veröffentlichte die Band das Album Shadowmaker. Im Gegensatz zu früheren Alben, bei denen einzelne Gastsänger für bestimmte Lieder auftraten, wurde für Shadowmaker und die folgenden Live-Touren der Sänger Franky Perez verpflichtet. Durch diese Änderung finden sich auf dem Album auch mehr Stücke mit Gesang (nur drei der zehn Songs sind rein instrumental) als dies bei vorigen Produktionen der Fall war.
Zum 20. Jubiläum ihres Debütalbums Apocalyptica Plays Metallica by Four Cellos veröffentlichte die Band eine Remastered-Version mit den beiden bisher unveröffentlichten Bonustiteln Seek and Destroy und Battery sowie einer neu eingespielten Version von Nothing Else Matters. Im Februar 2017 begannen Apocalyptica eine große Jubiläumstour. Aufgrund der hohen Nachfrage wurde die Tour mehrmals verlängert. Für den letzten Teil der Tour sprang der Cellist Lauri Kankkunen vom Philharmonischen Orchester Helsinki für Antero Manninen ein. Bis 2019 spielte die Band auf dieser Tour über 200 Konzerte in 40 Ländern in Europa, Nord- und Südamerika, Asien und Australien. Live-Aufnahmen zweier Konzerte in Finnland wurden im Dezember 2018 als CD, LP und DVD veröffentlicht.
2019 wurde die Band vom Plattenlabel Silver Lining Records unter Vertrag genommen.
Anlässlich des 20. Jubiläums der Band Sabaton veröffentlichten Apocalyptica am 1. Mai 2019 deren Song Fields of Verdun im Vorfeld des Erscheinens des Albums The Great War. Die beiden Bands veröffentlichten am 21. November eine gemeinsame Version des Sabaton-Songs Angels Calling von 2010 als Single. Außerdem begleiteten Apocalyptica zusammen mit Amaranthe die Great War-Tour. Mit dem Sabaton-Sänger Joakim Brodén veröffentlichten Apocalyptica am 3. März 2020 die Single Live or Die
Am 10. Januar 2020 erschien das Album Cell-0 („Cell-Zero“). Leitthema ist die Zerstörung der Umwelt durch den Menschen. Hierbei handelt es sich um das erste komplette Instrumental-Album seit dem 2003 erschienenen Reflections. Bandleader Eicca Toppinen erklärte, dass die Zusammenarbeit mit verschiedenen Sängern auf einem Album die Band häufig vor Probleme bezüglich der Planung, des Release-Datums und der Rechte gestellt hatte. Deshalb bevorzuge man es, Kollaborationen mit Sängern als einzelne Singles unabhängig von regulären Studioalben zu veröffentlichen.
Franky Perez, mit dem das Album Shadowmaker aufgenommen wurde, wird die Band auf ihrer USA-Tour zu Cell-0 2021 erneut als Sänger begleiten.
Am 22. Februar 2024 wurde von der Band bekanntgegeben, dass Mikko Siren nicht mehr Teil von Apocalyptica sein wird. Die Arbeit an dem neuesten Album war die letzte Zusammenarbeit. Siren war schon auf der Tour in Südamerika nicht mehr dabei.

## Diskografie
Studioalben

| Jahr | Titel                          | Höchstplatzierung, Gesamtwochen, AuszeichnungChartplatzierungen (Jahr, Titel, Platzierungen, Wochen, Auszeichnungen, Anmerkungen) | Höchstplatzierung, Gesamtwochen, AuszeichnungChartplatzierungen (Jahr, Titel, Platzierungen, Wochen, Auszeichnungen, Anmerkungen) | Höchstplatzierung, Gesamtwochen, AuszeichnungChartplatzierungen (Jahr, Titel, Platzierungen, Wochen, Auszeichnungen, Anmerkungen) | Höchstplatzierung, Gesamtwochen, AuszeichnungChartplatzierungen (Jahr, Titel, Platzierungen, Wochen, Auszeichnungen, Anmerkungen) | Höchstplatzierung, Gesamtwochen, AuszeichnungChartplatzierungen (Jahr, Titel, Platzierungen, Wochen, Auszeichnungen, Anmerkungen) | Anmerkungen                                                  |
| Jahr | Titel                          | DE | AT | CH | US | FI | Anmerkungen                                                  |
| ---- | ------------------------------ | --- | --- | --- | --- | --- | ------------------------------------------------------------ |
| 1996 | Plays Metallica by Four Cellos | DE— GoldDE | — | — | — | FI7 Platin · (19 Wo.)FI | Erstveröffentlichung: 3. Oktober 1996 Verkäufe: + 323.303    |
| 1998 | Inquisition Symphony           | DE69 (5 Wo.)DE | — | — | — | FI10 (6 Wo.)FI | Erstveröffentlichung: 22. September 1998                     |
| 2000 | Cult                           | DE24 Gold · (24 Wo.)DE | AT58 (4 Wo.)AT | CH80 (1 Wo.)CH | — | FI15 (4 Wo.)FI | Erstveröffentlichung: 2. Oktober 2000 Verkäufe: + 150.000    |
| 2003 | Reflections                    | DE15 Gold · (9 Wo.)DE | AT26 (11 Wo.)AT | CH42 (8 Wo.)CH | — | FI8 (5 Wo.)FI | Erstveröffentlichung: 10. Februar 2003 Verkäufe: + 100.000   |
| 2005 | Apocalyptica                   | DE5 (16 Wo.)DE | AT6 (12 Wo.)AT | CH6 (10 Wo.)CH | — | FI2 Gold · (10 Wo.)FI | Erstveröffentlichung: 24. Januar 2005 Verkäufe: + 15.075     |
| 2007 | Worlds Collide                 | DE10 (7 Wo.)DE | AT13 (5 Wo.)AT | CH10 (5 Wo.)CH | US59 (39 Wo.)US | FI8 (6 Wo.)FI | Erstveröffentlichung: 13. September 2007 Verkäufe: + 243.000 |
| 2010 | 7th Symphony                   | DE6 (7 Wo.)DE | AT6 (5 Wo.)AT | CH5 (6 Wo.)CH | US31 (4 Wo.)US | FI2 (11 Wo.)FI | Erstveröffentlichung: 24. August 2010 Verkäufe: + 10.000     |
| 2015 | Shadowmaker                    | DE13 (3 Wo.)DE | AT31 (1 Wo.)AT | CH15 (3 Wo.)CH | US190 (1 Wo.)US | FI7 (7 Wo.)FI | Erstveröffentlichung: 17. April 2015                         |
| 2020 | Cell-0                         | DE24 (1 Wo.)DE | AT62 (1 Wo.)AT | CH11 (2 Wo.)CH | — | FI13 (2 Wo.)FI | Erstveröffentlichung: 10. Januar 2020                        |
| 2024 | Plays Metallica Vol. 2         | DE19 (1 Wo.)DE | AT32 (1 Wo.)AT | CH20 (1 Wo.)CH | — | FI25 (1 Wo.)FI | Erstveröffentlichung: 7. Juni 2024                           |